# Jean-Louis Guez de Balzac
Jean-Louis Guez de Balzac (ur. prawdopodobnie 1597 w Angoulême, zm. 18 lutego 1654 tamże) – francuski pisarz, autor listów, poezji nowołacińskiej oraz rozpraw i traktatów, członek Akademii Francuskiej od 1634.
W pisanych na prowincji listach (wydanych w latach 1624–1654 w dziesięciu tomach), które kierował do ówczesnego establishmentu, krytykował Stolicę Apostolską oraz zachowanie kleru katolickiego. Za ich pośrednictwem wyrażał swoje poglądy polityczne (m.in. o władzy jako źródle przemocy), wpływając na środowisko kulturalne Paryża, a także rozpowszechniał filozofię stoicką oraz wpłynął na kształtowanie się nowoczesnej prozy francuskiej.